# Matador (Film)
Matador ist ein spanischer Spielfilm des Regisseurs Pedro Almodóvar aus dem Jahr 1986. Der Film schildert die sadomasochistische Beziehung zwischen dem alternden und nach einem Unfall bei einem Stierkampf gehbehinderten Torero Diego Montes (Nacho Martinez) und der geheimnisvollen Rechtsanwältin María Cardenal (Assumpta Serna) und die mit ihr verbundenen Erlebnisse des jungen Nachwuchsstierkämpfers Ángel Giménez (Antonio Banderas). Es ist der fünfte Film Almodóvars.

## Handlung
Der junge schüchterne Ángel steht unter der Fuchtel seiner streng religiösen Mutter, kann kein Blut sehen und will Stierkämpfer werden.
Um seinem morbiden Lehrmeister Diego seine Männlichkeit zu beweisen und sich seiner Jungfräulichkeit zu entledigen, versucht er, Diegos Freundin Eva im strömenden Regen in einer verlassenen Seitenstraße zu vergewaltigen. Der Versuch scheitert und er bittet sie sofort um Verzeihung. Obwohl ihn das Mädchen nicht anzeigt, gesteht der beschämte junge Mann auf einer Polizeistation aus Sehnsucht nach Bestrafung zuerst die Vergewaltigung und schließlich mehrere Morde, die er aber nicht begangen hat. Er weiß jedoch, dass seine Pflichtverteidigerin María sie teilweise verübt hat.
Die sehr attraktive junge Anwältin teilt die Faszination des alternden Matadors für den Tod. Es ist ihre Leidenschaft, Männer zu verführen und ihnen zum Zeitpunkt ihres Orgasmus eine Haarnadel in das Genick zu stoßen und sie so zu ermorden. Während sich eine Dreiecksgeschichte um Leidenschaft und Todessehnsucht entwickelt, sucht der Kommissar nach dem Täter. Die sadomasochistische Beziehung zwischen María und Diego endet schließlich im gemeinsamen Freitod des Paares.

## Auszeichnungen (Auszug)
Der Film wurde international mehrfach ausgezeichnet:
- 1986:
  - Festival Internacional de Cinema do Porto, International Fantasy Film Special Jury Award
    - Pedro Almodóvar
- 1987:
  - Festival Internacional de Cinema do Porto, International Fantasy Film Award
    - Julieta Serrano (Beste Schauspielerin)
    - Pedro Almodóvar (Bester Regisseur)

  - Sant Jordi Awards, Sant Jordi
    - Assumpta Serna (Beste spanische Schauspielerin)

- 1989:
  - National Society of Film Critics Awards, USA, Spezialpreis (Special Award)
    - Pedro Almodóvar

## Rezeption
Für das Lexikon des internationalen Films des katholischen Filmdienstes ist Matador eine „kitschige Mythologie des Todes und der Leidenschaft, die von der Aura des Stierkampfes profitieren will; das schale Potpourri filmischer Zitate erschöpft sich ohne jeden Funken Ironie in der rein formalistischen Bezugnahme.“

## Hintergründe
- Das Ende des Paares ist eine Hommage an King Vidors Duell in der Sonne.[3] Almodóvar verwendet das gleiche Motiv in Live Flesh – Mit Haut und Haar.
- Der Film wurde in Madrid gedreht.[4] Die Modenschau in Matador findet in einem Schlachthof in Legazpi statt.